# Lijst van Pruisische ministers van Onderwijs en Cultuur
Dit is een lijst van ministers van Onderwijs en Cultuur van Pruisen.
- 1817-1840: Karl vom Stein zum Altenstein
- 1840: Adalbert von Ladenberg
- 1840-1848: Friedrich Eichhorn
- 1848: Maximilian von Schwerin-Putzar
- 1848: Johann Karl Rodbertus
- 1848-1850: Adalbert von Ladenberg
- 1850-1858: Karl Otto von Raumer
- 1858-1862: Moritz August von Bethmann-Hollweg
- 1862-1872: Heinrich von Mühler
- 1872-1879: Adalbert Falk
- 1879-1881: Robert von Puttkamer
- 1881-1891: Gustav von Goßler
- 1891-1892: Robert von Zedlitz-Trützschler
- 1892-1899: Robert Bosse
- 1899-1907: Konrad von Studt
- 1907-1909: Ludwig Holle
- 1909-1917: August von Trott zu Solz
- 1917-1918: Friedrich Schmidt-Ott